# Joseph Lamptey
Pour les articles homonymes, voir Lamptey.
Joseph Lamptey, né le 10 septembre 1974 à Accra, est un arbitre international ghanéen de football. En 2017, il est suspendu à vie pour avoir manipulé le résultat d'un match international pour des paris sportifs.

## Biographie
Joseph Lamptey est le fils de George Lamptey, arbitre international dans les années 1960 et 1970 et président de la Fédération du Ghana de football de 1975 à 1977.
En 2009, Joseph Lamptey est retenu pour la CAN des moins de 17 ans, où il arbitre deux matchs, dont une demi-finale.
En 2010, il valide un but de la main inscrit par Michael Eneramo en demi-finale retour de la ligue des champions de la CAF, ce qui permet à l'Espérance sportive de Tunis de se qualifier pour la finale au détriment de Al Ahly. À la suite de cette erreur, des rumeurs circulent sur la suspension de l'arbitre pour six mois, mais elles sont démenties par la CAF.
En 2011, il est retenu comme arbitre de réserve pour la 1re CAN des moins de 23 ans. Il officie ensuite lors du CHAN 2014 (1 match), de la CAN 2015 (1 match) et du CHAN 2016 (2 matchs). En 2016, il est également retenu comme arbitre de réserve pour le tournoi olympique.
Le 12 novembre 2016, lors d'un match des éliminatoires pour le Mondial 2018 entre l'Afrique du Sud et le Sénégal, il siffle un penalty sur une faute de main imaginaire de Kalidou Koulibaly, permettant aux Bafana Bafana de s'imposer deux buts à un. En raison de cette erreur, la FIFA annule le  résultat de ce match et suspend à vie Joseph Lamptey le 20 mars 2017. En janvier 2018, la décision est confirmée par le tribunal arbitral du sport qui conclut que l'arbitre « a intentionnellement pris deux mauvaises décisions dans le seul but de permettre qu'un nombre spécifique de buts soient marqués afin de valider des paris victorieux ».